# 雅科波·加林伯蒂
雅科波·加林伯蒂（義大利語：Jacopo Galimberti；1993年6月15日—）是一位意大利足球運動員。在場上的位置是後衛。他現在效力於意大利足球乙級聯賽球隊薩沃納足球俱樂部。